# Sumrak
 Ovo je glavno značenje pojma Sumrak. Za druga značenja pogledajte Sumrak (razdvojba).
Sumrak  (suton) je vrijeme između zore i izlaska Sunca, te vrijeme između zalaska Sunca i sutona. U to vrijeme Sunčeva se svjetlost raspršuje u gornjim slojevima atmosfere, te pri tome osvjetljava niže slojeve atmosfere, što dovodi do toga da Zemlja nije u potpunosti osvijetljena Sunčevim svjetlom, niti je u potpunom mraku. U to vrijeme se Sunce ne može vidjeti jer se nalazi ispod obzora (horizonta). Zbog neobične, te romantične kvalitete ambijenta svjetla u to vrijeme, sumrak je popularan kod fotografa i slikara koji ga još nazivaju i plavim satom ili slatkim svjetlom i to zbog izraza u francuskom jeziku l'heure bleue. Sumrak je tehnički definiran kao period prije izlaska Sunca, te opet nakon zalaska Sunca tijekom kojega postoji prirodno svjetlo koje pružaju viši slojevi atmosfere, koje oni primaju izravno od Sunčeva svjetla, te ga dijelom odbijaju prema Zemljinoj površini.

## Definicije
Sumrak se definira prema kutu visine Sunca {\displaystyle h_{\odot }}, koji predstavlja položaj geometrijskog središta Sunca u odnosu na obzor. Općenito se govori o trima vrstama sumraka : građanskom sumraku (najsvjetliji), nautičkom sumraku i astronomskom sumraku (najtamniji).
| Definicija                       | Položaj središta Sunca u odnosu na matematički obzor |
| -------------------------------- | ---------------------------------------------------- |
| Dan                              | −0° 50' ≤ {\displaystyle h_{\odot }}                 |
| Donji rub Sunca dodiruje obzor   | {\displaystyle h_{\odot }} = −0° 20'                 |
| Središte Sunčeva diska na obzoru | {\displaystyle h_{\odot }} = −0° 35'                 |
| Gornji rub Sunca dodiruje obzor  | {\displaystyle h_{\odot }} = −0° 50'                 |
| Građanski sumrak                 | −6° ≤ {\displaystyle h_{\odot }} < −0° 50'           |
| Nautički sumrak                  | −12° ≤ {\displaystyle h_{\odot }} < −6°              |
| Astronomski sumrak               | −18° ≤ {\displaystyle h_{\odot }} < −12°             |
| Noć                              | {\displaystyle h_{\odot }} < −18°                    |

(U ovim se definicijama koristi idealni obzor koji je točno 90° udaljen od zenita. Dakle, udaljeni objekti i pojave poput planina i depresija ne uzimaju se u obzir.)

## Trajanje sumraka
Trajanje sumraka {\displaystyle \tau } ovisi o geografskoj širini mjesta {\displaystyle \varphi } i o deklinaciji Sunca {\displaystyle \delta _{\odot }} i računa se po sljedećoj jednadžbi:
{\displaystyle \cos \left(t+\tau \right)={\frac {\sin h_{\odot }-\sin \varphi \sin \delta _{\odot }}{\cos \varphi \cos \delta _{\odot }}}}
gdje je visina središta Sunca
{\displaystyle h_{\odot }=-6^{\circ }} za građanski sumrak, 
{\displaystyle h_{\odot }=-12^{\circ }} za nautički sumrak i 
{\displaystyle h_{\odot }=-18^{\circ }} za astronomski sumrak,
a satni kut {\displaystyle t} izlaza ili zalaza Sunca nalazi se po jednadžbi:
{\displaystyle \cos t={\frac {-\sin 51'-\sin \varphi \sin \delta }{\cos \varphi \cos \delta }}}
(jer je polumjer Sunca {\displaystyle R=16'}, a za refrakciju pri obzoru se obično uzima {\displaystyle \rho =35'}. U pojednostavljenom slučaju zanemarivanja polumjera Sunca i refrakcije, jednadžba poprima oblik: {\displaystyle \cos t=-\tan \varphi \tan \delta })
Građanski sumraci mogu trajati neprekidno od zalaza do izlaza Sunca na geografskim širinama većim od {\displaystyle 60^{\circ }30'}.
Astronomski sumraci mogu trajati neprekidno od zalaza do izlaza Sunca na geografskim širinama većim od {\displaystyle 48^{\circ }30'}.

### Građanski sumrak
Sljedeća tablica pokazuje trajanje građanskog sumraka u područjima oko hrvatskih širina.
|                 |         |         |         |
| Datum\Širina    | 40°     | 45°     | 50°     |
| Siječanj 1. 15. | 31m 32m | 35m 34m | 39m 38m |
| Veljača 1. 15.  | 30m 29m | 32m 31m | 37m 35m |
| Ožujak 1. 15.   | 28m 28m | 31m 30m | 34m 34m |
| Travanj 1. 15.  | 28m 29m | 31m 32m | 34m 35m |
| Svibanj 1. 15.  | 30m 32m | 34m 35m | 38m 41m |
| Lipanj 1. 15.   | 33m 34m | 37m 38m | 42m 45m |
| Srpanj 1. 15.   | 34m 33m | 38m 37m | 45m 43m |
| Kolovoz 1. 15.  | 31m 30m | 35m 33m | 40m 37m |
| Rujan 1. 15.    | 29m 28m | 31m 30m | 35m 33m |
| Listopad 1. 15. | 27m 27m | 30m 31m | 33m 34m |
| Studeni 1. 15.  | 29m 30m | 32m 33m | 35m 37m |
| Prosinac 1. 15. | 31m 32m | 34m 35m | 38m 39m |

### Astronomski sumrak
Sljedeća tablica pokazuje trajanje astronomskog sumraka u područjima oko hrvatskih širina. Oznaka "—" ukazuje na to da sumrak traje čitavu noć.
|                 |             |             |             |
| Datum\Širina    | 40°         | 45°         | 50°         |
|                 | 1h +        | 1h +        | 1h +        |
| Siječanj 1. 15. | 38m 37m     | 47m 45m     | 1h00m 47m   |
| Veljača 1. 15.  | 34m 32m     | 42m 40m     | 53m 50m     |
| Ožujak 1. 15.   | 31m 31m     | 39m 38m     | 49m 50m     |
| Travanj 1. 15.  | 34m 38m     | 43m 50m     | 55m 1h04m   |
| Svibanj 1. 15.  | 45m 52m     | 59m 1h10m   | 1h21m 1h45m |
| Lipanj 1. 15.   | 1h00m 1h04m | 1h24m 1h34m | — —         |
| Srpanj 1. 15.   | 1h03m 58m   | 1h32m 1h21m | — 2h02m     |
| Kolovoz 1. 15.  | 50m 43m     | 1h07m 57m   | 1h37m 1h16m |
| Rujan 1. 15.    | 36m 33m     | 46m 41m     | 1h00m 53m   |
| Listopad 1. 15. | 31m 31m     | 39m 39m     | 50m 48m     |
| Studeni 1. 15.  | 33m 35m     | 40m 43m     | 51m 54m     |
| Prosinac 1. 15. | 37m 39m     | 46m 48m     | 58m 1h00m   |

## Ostali projekti
|  | Zajednički poslužitelj ima stranicu o temi Sumrak    |
|  | Zajednički poslužitelj ima još gradiva o temi Sumrak |